# Carlos Garcia (pugile)
Carlos García Rodríguez (1963) è un ex pugile cubano, medaglia d'oro ai campionati mondiali di pugilato dilettanti 1982 nella categoria pesi superleggeri.

## Carriera
Quattro volte campione nazionale, categoria pesi leggeri nel 1981 e superleggeri nel 1982, 1983 e 1985; vinse il titolo mondiale a Monaco nel 1982. Non poté partecipare alle Olimpiadi di Los Angeles del 1984 a causa del boicottaggio attuato dalle nazioni in orbita sovietica.